# Idoling!!!
Idoling!!! (アイドリング!!!) est un groupe pop féminin japonais, créé dans le cadre d'une émission de télé-réalité de la chaîne Fuji TV en octobre 2006.

## Histoire
L'émission du même titre suit quotidiennement la vie et les activités du groupe et de ses membres, au départ neuf idoles japonaises, rejointes en mars 2008 par huit autres, la "deuxième génération". Dix membres ont déjà quitté le groupe entre mai 2008 et décembre 2012. Une "troisième génération" de trois membres est recrutée en remplacement en 2009, puis une quatrième de cinq membres en 2010. Une "cinquième génération" de quatre membres est recrutée en 2012. Une "sixième génération" de cinq membres a été recrutée en 2013. Idoling!!! a notamment enregistré le quatrième générique de fin de l'anime Katei Kyōshi Hitman Reborn! : Friend.
Ami Kikuchi annonce en août 2014 sa graduation des Idoling!!!. La cérémonie de sa remise de diplôme aura lieu lors du concert Idoling!!! 14th Live (アイドリング!!!14thライブ) le 24 novembre 2014 au NHK Hall à Tokyo . Amimi a expliqué qu’elle avait décidé de quitter le groupe car son objectif est désormais de participer à des émissions de divertissement en tant que « talent ».
Les Idolling!!! annonce en février 2015 leur séparation pour octobre 2015.

## Membres
1re génération 2006 (#01 - #09)
- Idoling 6 : Erica Tonooka (外岡えりか, Tonooka Erica?)
- Idoling 9 : Rurika Yokoyama (横山ルリカ, Yokoyama Rurika?)

2e génération 2008 (#10 - #18)
- Idoling 12 : Yui Kawamura (河村唯, Kawamura Yui?)
- Idoling 13 : Serina Nagano (長野せりな, Nagano Serina?) (départ annoncé le 28 mars 2015)
- Idoling 14 : Hitomi Sakai (酒井瞳, Sakai Hitomi?)
- Idoling 15 : Nao Asahi (朝日奈央, Asahi Nao?)
- Idoling 17 : Hitomi Miyake (三宅ひとみ, Miyake Hitomi?)

3e génération 2009 (#19 - #21)
- Idoling 19 : Yurika Tachibana (橘ゆりか, Tachibana Yurika?)
- Idoling 20 : Ai Ōkawa (大川藍, Ōkawa Ai?)
- Idoling 21 : Kaede Hashimoto (橋本楓, Hashimoto Kaede?) (membre de ChocoLe)

4e génération 2010 (#22 - #26)
- Idoling 22 : Ruka Kurata (ja) (倉田瑠夏, Kurata Ruka?)
- Idoling 23 : Yūna Itō (伊藤祐奈, Itō Yūna?)
- Idoling 26 : Chika Ojima (尾島知佳, Ojima Chika?)

5e génération 2012 (#27 - #30)
- Idoling 27 : Kurumi Takahashi (高橋胡桃, Takahashi Kurumi?) (membre de ChocoLe)
- Idoling 28 : Karen Ishida (石田佳蓮, Ishida Karen?)
- Idoling 29 : Ramu Tamagawa (玉川来夢, Tamagawa Ramu?) (membre de ChocoLe)

6e génération 2013 (#31 - #35)
- Idoling 31 : Mayu Furuhashi (古橋 舞悠, Furuhashi Mayu?)
- Idoling 32 : Mayu Sekiya (関谷 真由, Sekiya Mayu?)
- Idoling 33 : Ruka Hashimoto (橋本 瑠果, Hashimoto Ruka?) (sœur de Kaede Hashimoto)
- Idoling 34 : Rena Satō (佐藤 麗奈, Sato Rena?)
- Idoling 35 : Wako Michaela Satō Wako (佐藤 ミケーラ 倭子, Sato Michaela Wako?)

## Ex-membres
- Idoling 10 : Maia Kobayashi (小林麻衣愛) (quitte en mai 2008 pour se consacrer à ses études ; ex-membre de Vanilla Beans ; membre leader de Chu-Z)
- Idoling 2 : Rumi Koizumi (小泉瑠美) (quitte en janvier 2009)
- Idoling 1 : Sayaka Kato (加藤沙耶香) (quitte en mars 2009)
- Idoling 4 : Maria Etō (江渡万里彩) (quitte en mars 2009)
- Idoling 5 : Mira Takiguchi (滝口ミラ) (quitte en mars 2009)
- Idoling 18 : Michelle Miki (ミシェル未来) (quitte en mars 2009)
- Idoling 7 : Erika Yazawa (谷澤恵里香) (quitte en décembre 2011)
- Idoling 8 : Phong Chi (フォンチー) (quitte en décembre 2011)
- Idoling 11 : Suzuka Morita (森田涼花) (quitte en mai 2012)
- Idoling 24 : Manami Nomoto (野元愛) (quitte en décembre 2012)
- Idoling 3 : Mai Endō (遠藤舞) (quitte en février 2014)
- Idoling 25 : Kaoru Gotō (後藤郁) (quitte en mai 2014)
- Idoling 16 : Ami Kikuchi (菊地亜美) (quitte en novembre 2014)
- Idoling 30 : Reia Kiyoku (清久レイア, Kiyoku Reia?) (quitte en décembre 2014)

## Discographie

### Albums
Albums studio
1. 27 février 2008 – Daiji na Mono (だいじなもの?)
2. 19 août 2009 – Petit-Petit
3. 3 mars 2010 – SUNRISE
4. 16 mars 2011 – SISTERS
5. 8 janvier 2014 - GOLD EXPERIENCE
6. 18 mars 2015 - Rodeo Machine (ロデオマシーン?)

### Singles
1. 11 juillet 2007 – Ganbara Otome / Friend (ガンバレ乙女（笑）/ friend?)
2. 23 janvier 2008 – Snow Celebration / Moteki no Uta (Snow celebration /モテ期のうた?)
3. 16 juillet 2008 – Kokuhaku (告白?)
4. 19 novembre 2008 – Shokugyō : Idol (「Shokugyō : Idol.」, 「職業:アイドル。」?)
5. 17 décembre 2008 – Hannin wa Anata desu♡ (犯人はあなたです♡?) / NA・GA・RA (Furi Furi Idoling!!! / Giza Giza Idoling!!!)
6. 7 janvier 2009 – Beta na Shitsuren ~Shibuya ni Furu Yuki~ / Harukanaru Virgin Road (ベタな失恋〜渋谷に降る雪〜 / 遥かなるバージンロード?) (Kyun Kyun Idoling!!! / Ban Ban Idoling!!!)
7. 29 avril 2009 – baby blue
8. 22 juillet 2009 – Mujōken ☆ Kōfuku (無条件☆幸福?)
9. 2 décembre 2009 – Te no Hira no Yūki (手のひらの勇気?)
10. 16 décembre 2009 – Love Magic ♡ Fever (ラブマジック♡フィーバー?)
11. 27 janvier 2010 – S.O.W Sensu Obu Wonder (S.O.W. センスオブワンダー?)
12. 9 juin 2010 – Me ni wa Aoba Yama Hototogisu Hatsukoi (目には青葉 山ホトトギス 初恋?)
13. 4 août 2010 – Pool Side Daisakusen (プールサイド大作戦?)
14. 23 novembre 2010 – eve
15. 2 mars 2011 – Yarakai Heart (やらかいはぁと?)
16. 27 juillet 2011 – Don't think. Feel!!!
17. 18 janvier 2012 - MAMORE!!!
18. 8 août 2012 - One Up!!! / Ichigo Gyūnyū
19. février 2013 - Sakura Thank You
20. 7 août 2013 - Summer Lion (サマーライオン?)
21. 13 novembre 2013 - Shout!!! (シャウト！！！?)
22. 28 mai 2014 - Kyupi (キュピ♥?)
23. 24 décembre 2014 - Yuki Usagi (ユキウサギ?)
24. 15 juillet 2015 - Cheering You!!!

Collaborations
- 2007.09.26 : Ponkikki Medley 2007 (par Gachapin・Mukku & Idoling!!!)
- 2009.04.01 : Chu Shiyoze! - par AKB Idoling!!! (AKB48 & Idoling!!!)
- 2011 : Big in Japan, sur l'album SMASH de  Martin Solveig